# Lijst van Zuid-Afrikaanse nationale wegen

Nationale wegen van Zuid-Afrika.

Het Nationale wegennet van Zuid-Afrika (Engels: National Roads; Afrikaans: Nasionale paaie) is een netwerk van wegen die verbindingen vormen tussen de grootste steden van Zuid-Afrika. Het grootste deel van het wegennet werd aangelegd door de apartheidsregering in de jaren 70. De structuur van de wegen is grotendeels nagebootst van het Amerikaanse Interstate Highway System, een wegennet dat zelf al was nagebootst van de Duitse Autobahn. Slechts een deel van de nationale wegen is uitgebouwd tot autosnelweg.

## Overzicht van nationale wegen
- N1: Kaapstad - Beitbridge

via Laingsburg, Beaufort-Wes, Colesberg, Bloemfontein, Winburg, Kroonstad, Johannesburg, Pretoria, Pietersburg en Musina
- N2: Kaapstad - Ermelo

via de Tuinroute, Port Elizabeth, Grahamstad, Bisho, Oost-Londen, Mthatha, Kokstad, Port Shepstone, Durban, Empangeni, Pongola en Piet Retief
- N3: Durban - Johannesburg

via Pietermaritzburg, Estcourt en Harrismith
- N4: Lobatse - Ressano Garcia

via Rustenburg, Pretoria, Witbank en Nelspruit
- N5: Winburg - Harrismith

via Bethlehem
- N6: Oost-Londen - Bloemfontein

via Queenstown en Aliwal-Noord
- N7: Kaapstad - Vioolsdrif

via Malmesbury en Springbok
- N8: Upington - Maseru Bridge

via Kimberley, Bloemfontein en Ladybrand
- N9: George - Colesberg

via Graaff-Reinet en Middelburg
- N10: Port Elizabeth - Nakop

via Cradock, Middelburg, De Aar, Prieska en Upington
- N11: Ladysmith - Grobler's Bridge

via Newcastle, Volksrust, Ermelo, Middelburg en Pietersburg
- N12: George - Witbank

via Oudtshoorn, Beaufort-Wes, Kimberley, Warrenton, Klerksdorp, Potchefstroom en Johannesburg
- N14: Springbok - Pretoria

via Upington, Kuruman, Vryburg, Krugersdorp en Centurion
- N17: Johannesburg - Ngwenya

via Springs, Bethal en Ermelo
- N18: Warrenton - Ramatlabama

via Vryburg en Mafikeng